# 1951-es női röplabda-Európa-bajnokság
Az 1951-es női röplabda-Európa-bajnokságnak – amely a harmadik női röplabda-Eb volt – Franciaország adott otthont 1951. szeptember 15. és szeptember 22. között. A mérkőzéseket Párizsban rendezték. A tornán 6 csapat vett részt. Az Eb-t a címvédő Szovjetunió nyerte, története során harmadszor.

## Lebonyolítás
A 6 csapatot 2 darab, 3 csapatos csoportba sorsolták. A csoportokban körmérkőzések döntötték el a csoportok végeredményét. A csoportokból az első két helyezett jutott a négyes döntőbe. A négyes döntőben újabb körmérkőzéseket játszottak a csapatok, a csoport végeredménye lett egyben a torna végeredménye is.

## Csoportkör
| Jelmagyarázat                                                |
| ------------------------------------------------------------ |
| A csoportok első két helyezettje bejutott a négyes döntőbe.  |
| A csoportok harmadik helyezettjei az 5. helyért játszhattak. |

### A csoport
|               |      | Mérkőzések | Mérkőzések | Szettek | Szettek | Szettek | Pontok | Pontok | Pontok |
| Csapat        | Pont | Gy         | V          | Sz+     | Sz–     | SzA     | P+     | P–     | PA     |
| ------------- | ---- | ---------- | ---------- | ------- | ------- | ------- | ------ | ------ | ------ |
| Szovjetunió   | 4    | 2          | 0          | 6       | 0       | 0       | 90     | 25     | 3,600  |
| Franciaország | 3    | 1          | 1          | 3       | 3       | 1       | 54     | 67     | 0,806  |
| Hollandia     | 2    | 0          | 2          | 0       | 6       | 0       | 38     | 90     | 0,422  |

| 1951. szeptember 15. | Franciaország       | 3–0 | Hollandia | Párizs |
| 1951. szeptember 15. | (15–5, 15–6, 15–11) |     |           | Párizs |

| 1951. szeptember 16. | Szovjetunió        | 3–0 | Hollandia | Párizs |
| 1951. szeptember 16. | (15–4, 15–3, 15–9) |     |           | Párizs |

| 1951. szeptember 17. | Szovjetunió        | 3–0 | Franciaország | Párizs |
| 1951. szeptember 17. | (15–5, 15–1, 15–3) |     |               | Párizs |

### B csoport
|               |      | Mérkőzések | Mérkőzések | Szettek | Szettek | Szettek | Pontok | Pontok | Pontok |
| Csapat        | Pont | Gy         | V          | Sz+     | Sz–     | SzA     | P+     | P–     | PA     |
| ------------- | ---- | ---------- | ---------- | ------- | ------- | ------- | ------ | ------ | ------ |
| Lengyelország | 4    | 2          | 0          | 6       | 1       | 6       | 103    | 51     | 2,020  |
| Jugoszlávia   | 3    | 1          | 1          | 4       | 3       | 1,333   | 87     | 76     | 1,145  |
| Olaszország   | 2    | 0          | 2          | 0       | 6       | 0       | 27     | 90     | 0,422  |

| 1951. szeptember 15. | Lengyelország               | 3–1 | Jugoszlávia | Párizs |
| 1951. szeptember 15. | (13–15, 15–12, 15–5, 15–10) |     |             | Párizs |

| 1951. szeptember 16. | Lengyelország      | 3–0 | Olaszország | Párizs |
| 1951. szeptember 16. | (15–5, 15–1, 15–3) |     |             | Párizs |

| 1951. szeptember 17. | Jugoszlávia         | 3–0 | Olaszország | Párizs |
| 1951. szeptember 17. | (15–0, 15–7, 15–11) |     |             | Párizs |

## Helyosztók

### Az 5. helyért
| 1951. szeptember 20. | Hollandia                        | 3–2 | Olaszország | Párizs |
| 1951. szeptember 20. | (15–5, 1–15, 15–10, 12–15, 15–6) |     |             | Párizs |

### Négyes döntő
|               |      | Mérkőzések | Mérkőzések | Szettek | Szettek | Szettek | Pontok | Pontok | Pontok |
| Csapat        | Pont | Gy         | V          | Sz+     | Sz–     | SzA     | P+     | P–     | PA     |
| ------------- | ---- | ---------- | ---------- | ------- | ------- | ------- | ------ | ------ | ------ |
| Szovjetunió   | 6    | 3          | 0          | 9       | 0       | 0       | 135    | 33     | 4,091  |
| Lengyelország | 5    | 2          | 1          | 6       | 3       | 2       | 114    | 107    | 1,065  |
| Jugoszlávia   | 4    | 1          | 2          | 3       | 6       | 0,5     | 85     | 123    | 0,691  |
| Franciaország | 3    | 0          | 3          | 0       | 6       | 0       | 66     | 137    | 0,482  |

| 1951. szeptember 18. | Szovjetunió        | 3–0 | Jugoszlávia | Párizs |
| 1951. szeptember 18. | (15–1, 15–4, 15–0) |     |             | Párizs |

| 1951. szeptember 19. | Lengyelország       | 3–0 | Jugoszlávia | Párizs |
| 1951. szeptember 19. | (17–15, 15–9, 15–9) |     |             | Párizs |

| 1951. szeptember 20. | Szovjetunió        | 3–0 | Franciaország | Párizs |
| 1951. szeptember 20. | (15–2, 15–1, 15–3) |     |               | Párizs |

| 1951. szeptember 21. | Jugoszlávia         | 3–0 | Franciaország | Párizs |
| 1951. szeptember 21. | (15–8, 15–8, 17–15) |     |               | Párizs |

| 1951. szeptember 21. | Szovjetunió         | 3–0 | Lengyelország | Párizs |
| 1951. szeptember 21. | (15–8, 15–3, 15–11) |     |               | Párizs |

| 1951. szeptember 22. | Lengyelország        | 3–0 | Franciaország | Párizs |
| 1951. szeptember 22. | (15–13, 15–12, 15–4) |     |               | Párizs |

| Az 1951-es női röplabda-Európa-bajnokság győztese |
| ------------------------------------------------- |
| · Szovjetunió · 3. cím                            |

## Végeredmény
| Helyezés |               |      | Mérkőzések | Mérkőzések | Szettek | Szettek | Szettek | Pontok | Pontok | Pontok |
| Helyezés | Csapat        | Pont | Gy         | V          | Sz+     | Sz–     | SzA     | P+     | P–     | PA     |
| -------- | ------------- | ---- | ---------- | ---------- | ------- | ------- | ------- | ------ | ------ | ------ |
| Arany    | Szovjetunió   | 10   | 5          | 0          | 15      | 0       | 0       | 225    | 58     | 3,879  |
| Ezüst    | Lengyelország | 9    | 4          | 1          | 12      | 4       | 3       | 217    | 158    | 1.373  |
| Bronz    | Jugoszlávia   | 7    | 2          | 3          | 7       | 9       | 0,777   | 172    | 199    | 0.864  |
| 4.       | Franciaország | 6    | 1          | 4          | 3       | 12      | 0,25    | 120    | 204    | 0.588  |
|          |               |      |            |            |         |         |         |        |        |        |
| 5.       | Hollandia     | 4    | 1          | 2          | 3       | 8       | 0,375   | 96     | 141    | 0.681  |
| 6.       | Olaszország   | 3    | 0          | 3          | 2       | 9       | 0,222   | 78     | 148    | 0,527  |